# Juventud (telenovela)
Juventud é uma telenovela mexicana produzida pela Televisa e exibida pelo El Canal de las Estrellas entre 25 de março e 5 de agosto de 1980.
Era uma mini telenovela, exibida nas terças feiras às 17:00

## Elenco
- Laura Zapata - Modesta
- Gloria Mayo - Sofía
- Maria Fernanda - Miriam
- Carmen Montejo - Doña Cuca
- Fernando Balzaretti - Enrique
- Otto Sirgo - Rafael
- Leonardo Daniel - Pablo
- Carlos Monden - Don Ricardo
- Irma Dorantes - Ofelia
- Graciela Döring - Berta
- Blanca Torres
- Julia Marichal
- María Montejo